# حالة الطبقة العاملة في إنجلترا (كتاب)
حالة الطبقة العاملة في إنجلترا هو واحد من أكثر أعمال فريدريك أنجلز شهرة. كتب أصلا باللغة الألمانية تحت عنوان : Die Lage der arbeitenden Klasse in England. كان أول كتاب لأنجلز كتبه خلال مقامه في مانشستر ما بين عامي 1842 و1844.

## الطبعة الإنجليزية
ترجم الكتاب إلى الإنجليزية عام 1885 من طرف الأمريكية فلورنس كيلي.